# イッセー尾形
イッセー尾形（イッセーおがた、1952年〈昭和27年〉2月22日 - ）は、日本の俳優、コメディアン。一人芝居のスタイルを確立した「日本における一人芝居の第一人者」と呼ばれる。

## 来歴・人物
本名は尾形 一成（おがた かずしげ）。「一成」の名は宇垣一成に因むという。芸名の「イッセー」は、本名の音読みからつけたものである。
福岡県福岡市生まれ。父は保険会社のサラリーマンで転勤を繰り返し、まもなく北九州市小倉に移り、幼稚園から小学校1年まで長崎県佐世保市、その後また福岡市に戻り小学校3年の時、東京都杉並区に引越す。高校3年の時千葉県津田沼に移る。東京都立豊多摩高等学校卒業。
美術大学受験に失敗して浪人していた19歳の時に新宿の演劇養成所「アクターズスタジオ」に入る。そこで知り合った森田雄三と共に自由劇場へ移り、高田純次らと劇団「うでくらべ」を結成もした（10カ月ほどで終焉）。以後は建築現場で働きながら一人芝居の技を磨く。
1981年に日本テレビ『お笑いスター誕生!!』で金賞を獲得して広く認知されるようになった。当時は折からの漫才ブームの中で観客は「爆笑型」の笑いを求める傾向にあり、イッセーの芸風は他の出演者に比べて地味な印象があった。「自分も爆笑型をやったほうがいいのだろうか」と悩み、爆笑型のネタを作り収録前のリハーサルで披露した。しかし番組のディレクターから「イッセー君は、そういうのとは違うんじゃない?」とアドバイスされ、自分のスタイルを貫くことに自信を持った。この直後の『意地悪ばあさん』（青島幸男主演）では早野金造巡査を演じ、認知度は一気に高まった。『意地悪ばあさん』は1982年にレギュラー番組が終了した後、月曜ドラマランド枠の単発スペシャルが放送されたが、1983年10月の第1作で早野は警察をクビになって波多野医院（ばあさんの長男のシゲル（佐藤英夫が演じた）が経営する医院）の事務長になっている。しかし不評だったのか、1984年4月の次作以降は警察官に戻っている。それほどイッセー尾形＝早野巡査のイメージは強かった。
日本国内のみならずアメリカやヨーロッパといった海外でも巡業を行っている。また、一人芝居（代表作は「アトムおじさん」など）の他にも桃井かおりや小松政夫との二人芝居、映画やドラマ・CMへの出演、司会業、小説の執筆、絵画の制作など幅広い分野で活動している。
服用した皮膚病の薬のアレルギーのため、2009年3月10日に一時入院するも、翌日には退院した。
2016年、『沈黙 -サイレンス-』でロサンゼルス映画批評家協会賞 助演男優賞の次点入賞を果たす。

## 一人芝居のスタイル
平均して公演は1時間30分〜1時間45分前後で、6演目前後のネタが披露される。ひとネタは10分から20分前後で、暗転に始まり暗転に終わる。ネタが演じられている間は、照明や音響効果が施されることはほとんどない（演出上それらが使用される場合もあり、その際には非常に劇的な効果が見られる）。ネタとネタの間の着替えはBGMとともに照明がついた状態で行われ、観客は衣装替えやメイクの過程を見ながら次のネタへの推理を働かせることが出来る。公演の最後は「歌ネタ」と呼ばれる、楽器（ギター、チェロ等）を使用したネタが演じられるのが通例。ネタの発想は、主に水回りで思いつくことが多いという。
基本的に、芝居はイスや携帯電話など最小限の小道具と衣装だけで行われる。ネタの内容は市井の人物が、誰かと掛け合っているシチュエーションが主で、一種落語的ではあるものの、落語と違って状況説明は一切行われない。演目名さえ劇中では明かされず、終演後に公演劇場のロビーの掲示板などで示されるのみである。つまり、新ネタが演じられると観客は当初、その状況をまったく把握できないわけだが、時間を追うごとにイッセーの演技によって状況が理解できるようになり、そのミステリアスかつ知的にスリリングな展開もイッセーの舞台の大きな魅力となっている。作品の全ては長年、演出家の森田雄三と打ち合わせながら作られてきた。
アドリブのように見える自然なセリフ回しも、公演に上げられた段階でほぼ完璧に作り上げられている。複数の公演における同じネタを比較しても（間合いなどに微妙な変化があったとしても、ビデオで確認してさえ）セリフはほとんど同一で変わらない。これは年月が隔たった公演における同一ネタの再演の場合でも同様で、イッセーの驚異的・天才的な記憶力がうかがわれる。

### 立体紙芝居「雪子の冒険」
2018年より演目に組まれたシリーズネタ。トリとなる歌ネタの前に演じられる。
自転車の荷台に数々のお面を広げたおじさんが、集まった小学生に「立体紙芝居」を見せる内容。紙芝居と言いつつ、実際はお面を手にイッセーが口演する内容で、まれに人形や舞台装置なども使う。ストーリーは主人公の雪子が、離ればなれになった姉を捜しに浅草までやって来るが、さまざまな運命に翻弄されていくもの。川端康成『浅草紅団』の舞台化とのことだが、江戸川乱歩の少年探偵団や宮沢賢治『銀河鉄道の夜』のオマージュも含まれるなど、幻想的なネタが繰り広げられる。また内容は即興性が強く、イッセーもしばしば段取りを間違えて苦笑するなど素の一面が垣間見られる。

## 出演作品

### テレビドラマ
連続テレビ小説（NHK総合）
- 凛凛と（1990年）
- つばさ（2009年） - ラジオの男 役、語り
- まんぷく（2018年） - 剛田一隆 役
- スカーレット（2019年） - 深野心仙 役[13]

大河ドラマ（NHK総合）
- 独眼竜政宗（1987年） - 国分盛重 役
- 炎立つ（1993年 - 1994年） - 藤原経輔 役
- いだてん〜東京オリムピック噺〜（2019年） - 永田秀次郎 役
- 青天を衝け（2021年） - 三野村利左衛門 役[14]
- どうする家康（2023年） - 鳥居忠吉 役[15]

 プレミアムドラマ（NHK BSプレミアム）
- ペコロス、母に会いに行く（2013年2月17日） - 岡野雄一 役
- 歪んだ波紋（2019年11月 - 12月） - 垣内智成 役[16]

NHKスペシャル（NHK総合）
- 未解決事件 File.07 警察庁長官狙撃事件（2018年9月8日） - 中村泰 役
- 詐欺の子（2019年3月23日） - 河北孝一 役

その他
- 走れ!熱血刑事 第23話「おかしなおかしな目撃者」（1981年5月、テレビ朝日/勝プロ） - 青木ショウヘイ 役
- ザ・ハングマン 第44話「人狩り村に潜入せよ」（1981年9月、朝日放送テレビ/松竹芸能） - 武田正夫 役
- 野々村病院物語II（1982年 - 1983年、TBS） - 延命順作 役
- 意地悪ばあさん（1981年 - 1989年、フジテレビ） - 早野金造 役
- 長谷川町子の意地悪クッキー（1983年、フジテレビ）
- ビートたけしの学問ノススメ（1984年、TBS） - 夏目胆石 役
- 花へんろ（1985年・1986年・1988年、NHK総合）
- 向田邦子新春シリーズ 眠る盃（1985年、TBS）
- 藤子不二雄の夢カメラ（1986年3月3日、1987年3月2日、月曜ドラマランド、フジテレビ） - ヨドバ 役
- お坊っチャマにはわかるまい!（1986年、TBS）
- まんが道（1986年、銀河テレビ小説、NHK総合） - 西森光男 役
- 女と女 華やかな春（1987年1月3日、フジテレビ） - テディ倉田 役
- 敵同志好き同志（1987年、日本テレビ） - 大山正彦 役
- 新橋烏森口青春篇（1988年、銀河テレビ小説、NHK総合） - 森川編集長 役
- 山頭火・何んでこんなに淋しい風ふく（1989年、NHK総合）
- さよなら李香蘭（1989年、フジテレビ）
- 女相撲（1991年、TBS）
- こころ（1991年12月15日、東芝日曜劇場第1816回、毎日放送） - 先生役
- くろしおの恋人たち（1994年、ドラマ新銀河、NHK総合） - 鳥山万作 役
- やさしい関係（1995年、ドラマ新銀河、NHK総合）
- 新・花へんろ（1997年、NHK総合）
- 都会のタコツボ師1〜3（1988年 - 1990年、ザ・ドラマチックナイト→男と女のミステリー、フジテレビ）
- 男たちの運動会（1989年、水曜ドラマ、NHK総合）
- ラベンダーの風吹く丘（1989年、NHK総合）
- 赤頭巾快刀乱麻（1991年、NHK総合） - 浩介 役
- 腕におぼえあり（1992年、NHK総合） - 戸田勘十郎 役
- くらげが眠るまで（1998年 - 1999年、スカパー!）
- イッセー尾形の「たった二人の人生ドラマ」（2006年、NHK総合） - 主演
- 天使のわけまえ（2010年、NHK総合） - おっさん〈佐藤喜市〉 役
- 松本清張没後20年特別企画・市長死す（2012年4月3日、フジテレビ） - 田山与太郎 役
- PRICELESS〜あるわけねぇだろ、んなもん!〜（2012年10月 - 12月、フジテレビ） - 財前修 役
- 恋するハエ女（2012年11月 - 12月、よる★ドラ、NHK総合） - 藤巻総理 役
- 長谷川町子物語〜サザエさんが生まれた日〜（2013年11月29日、フジテレビ） - 長谷川勇吉 役
- SMOKING GUN〜決定的証拠〜（2014年4月 - 6月、フジテレビ） - 田坂繋 役
- 55歳からのハローライフ（2014年、NHK総合） - 第5話（最終回）主演
- シリーズ被爆70年 ヒロシマ 復興 を支えた市民たち 第1回 鯉昇れ、焦土の空へ（2014年9月26日、NHK広島） - 石本秀一 役
- このミステリーがすごい! ベストセラー作家からの挑戦状「残されたセンリツ」（2014年12月29日、TBS） - 河原崎雄二 役
- 女流ミステリー作家 薬師寺叡子 京都殺人ダイアリー（2015年2月9日、月曜ゴールデン、TBS） - 堂島勉警部 役
- ナポレオンの村（2015年7月 - 9月、TBS） - 菰田孝三郎 役[17]
- グーグーだって猫である2 -good good the fortune cat- 第2話（2016年6月18日、連続ドラマW、WOWOW） - 賀川 役
- カインとアベル 第3話（2016年10月31日、フジテレビ） - 兵頭光一 役
- スニッファー ウクライナの私立探偵（2016年） - 志村孝彦
- カルテット 第1話（2017年1月17日、TBS） - ベンジャミン瀧田 役[18]
- アシガール（2017年、NHK総合） - 天野信茂 役
  - アシガールSP 〜超時空ラブコメ再び〜（2018年、NHK総合）
- 居酒屋ぼったくり （2018年4月 - 6月、BS12トゥエルビ） - シンゾウ 役
- 雲霧仁左衛門4（2018年、NHK BSプレミアム） - 柏屋清兵衛
- イアリー 見えない顔（2018年8月4日 - 9月8日、連続ドラマW、WOWOWプライム） - 仏上健次郎
- 透明なゆりかご 第6回（2018年8月24日、NHK総合） - 神村重吉 役
- 僕とシッポと神楽坂（2018年10月 - 11月、テレビ朝日）　- 徳丸善次郎 役[19]
- ラジエーションハウス～放射線科の診断レポート～ 第1話（2019年4月8日・特別編 6月24日、フジテレビ） - 菊島亨 役
- 螢草 菜々の剣（2019年7月 - 9月、NHK BSプレミアム） - 柚木弥左衛門 役
- 福岡放送開局50周年スペシャルドラマ 天国からのラブソング（2020年3月15日、福岡放送・3月20日、BS日テレ） - 光井浩（こう） 役[20]
- 大江戸もののけ物語（2020年7月 - 8月、NHK BSプレミアム） - 清庵和尚 役
- 太陽の子（2020年8月15日、NHK総合・BS4K・BS8K） - 澤村 役
- トッカイ 〜不良債権特別回収部〜（2021年、連続ドラマW、WOWOWプライム） - 金丸岳雄 役
- ハルカの光（2021年） - 岡林一郎 役
- 神様のカルテ（2021年） - 内藤鴨一（古狐先生） 役
- コタローは1人暮らし（2021年） - 清水のじーさん 役/清水のばーさん 役
  - 帰ってきたぞよ!コタローは1人暮らし（2023年）[21]
- 相棒 season20 第11話（2022年、テレビ朝日） - 若槻正隆 役
- 今どきの若いモンは（2022年4月9日 - 5月28日、WOWOWプライム・WOWOW 4K）- 田貫常務 役
- 定年オヤジ改造計画（2022年7月25日、NHK BSプレミアム・BS4K）- 語り（老猫の声）[22]
- 石子と羽男-そんなコトで訴えます?-（2022年） - 羽根岡泰助 役
- PICU 小児集中治療室 第1話、第10話（2022年10月10日、12月12日、フジテレビ） - 山田透 役[23]
- 大河ドラマが生まれた日（2023年2月4日、NHK総合） - 吉種 役[24]
- おはなしぽんぽん!〜アジアこどもドラマ〜「つぼみ」（2023年7月28日、NHK Eテレ）
- 柚木さんちの四兄弟。（2024年5月28日 - 7月18日、NHK総合） - 霧島虎次郎 役[25]
- 宙わたる教室（2024年10月8日 - 12月10日、NHK総合・BS4K） - 長嶺省造 役[26]
- イッセー尾形の週末父娘（2025年1月14日 - 、BS12 トゥエルビ）[27]
- 浮浪雲（2026年〈予定〉 - 、NHK BS・NHK BSプレミアム4K） - 欲次郎 役[28]

### 映画
- それから（1985年） - 寺尾 役
- そろばんずく（1986年） - 花月 役
- 男はつらいよ（松竹）
  - 男はつらいよ 幸福の青い鳥（1986年） - 車掌 役
  - 男はつらいよ 知床慕情（1987年） - 医者 役
  - 男はつらいよ 寅次郎物語（1987年） - 警官 役
  - 男はつらいよ 寅次郎心の旅路（1989年） - 旅行社の社員 役
  - 男はつらいよ  ぼくの伯父さん（1989年） - 列車内の老人 役
- BU・SU（1987年） - 北崎 役
- 悲しい色やねん（1988年） - 盛山昇 役
- 会社物語 MEMORIES OF YOU（1988年） - セールスマン 役
- 善人の条件（1989年） - 来照寺和尚 役
- 社葬（1989年） - 竹下博文 役
- ノーライフキング（1989年） - サラリーマン 役
- どっちもどっち（1990年） - 精神科医 役
- ご挨拶 第3話「NOW IT'S MOMENT IN OUR LIFE !!」（1991年）
- 未来の想い出 Last Christmas（1992年）
- 第1回欽ちゃんのシネマジャック「生きる ある臨死」（1993年）
- ヤンヤン 夏の想い出（2000年） - 大田 役
- こどもの時間（2001年） - 語り[29][30]
- トニー滝谷（2004年） - トニー滝谷／滝谷省三郎 役（二役）
- 晴れた家（2005年、『トニー滝谷』のメイキング・ドキュメンタリー）
- 太陽（2005年） - 昭和天皇 役
- ホームレス中学生（2008年） - 田村一郎 役
- 60歳のラブレター（2009年） - 松山正彦 役
- 図書館戦争 革命のつばさ（2012年） - 当麻蔵人 役※声の出演
- 「また、必ず会おう」と誰もが言った。（2013年） - 柳下吉治 役
- さいはてにて-やさしい香りと待ちながら-（2015年） - 弁護士 役
- 先生と迷い猫（2015年） - 森依恭一 役
- HERO（2015年） - 木下高雄検事 役
- ボクは坊さん。（2015年） - 新居田明 役
- 沈黙 -サイレンス-（2016年） - 井上筑後守 役
- いつまた、君と 何日君再来（2017年） - 芦村忠 役
- 泣き虫しょったんの奇跡（2018年） -　工藤一男 役[31]
- ソローキンの見た桜（2019年） -　河野所長 役[32]
- 漫画誕生（2019年） - 北沢楽天 役[33]
- ONODA 一万夜を越えて（2021年10月8日公開）- 谷口義美 役[34]

### オリジナルビデオ
- 男の仕事<張り込み>（1991年）
- 企業戦士YAMAZAKI（1995年） - 山崎宅郎 役 ※初主演

### 舞台
- ミュージカル『DNA-SHARAKU』（2016年1月、新国立劇場中劇場） - 蔦屋重三郎 役
- ART (戯曲)（英語版）（2020年3月 - 4月） - マルク 役

### 吹き替え
- 空海-KU-KAI- 美しき王妃の謎（2018年2月24日、東宝） - 玄宗 役[35]

### 劇場アニメ
- DEEMO サクラノオト -あなたの奏でた音が、今も響く-（2022年2月25日、ポニーキャニオン） - くるみ割り人形 役[36]
- 火の鳥 エデンの花（2023年11月3日、ハピネットファントム・スタジオ） - ズダーバン 役[37]
- 屋根裏のラジャー（2023年12月15日公開、東宝） - ミスター・バンティング 役[38]

### 配信アニメ
- 火の鳥 エデンの宙（2023年9月13日配信、Disney+） - ズダーバン 役[37]

### 配信ドラマ
- さよならのつづき（2024年11月14日、Netflix） - 篠田 役[39]

### ラジオ
- イッセー尾形のニュースなひとり（1994年、TBSラジオ）
- 高田文夫のラジオビバリー昼ズ（ニッポン放送） - 1997年より年初のゲストとして定期出演。歌ネタの披露や近況報告を行う。
- イッセー尾形とみんなの青空（2008年10月5日 - 2009年10月4日、文化放送）

### バラエティ
- イッセー尾形の笑ートカタログシリーズ（ファミリー劇場）
- 大正週間漫画 ゲラゲラ45（テレビ朝日系）（アナウンサーのムトベさん役）
- イッセー尾形がみたい!（ビデオ）
- イッセー尾形 The Best of Best Collection '89-'93（DVD）
- 世界の超豪華・珍品料理（フジテレビ）
- にっぽん縦断 こころ旅（NHK BS・BSプレミアム4K）2024年秋の旅・長崎県の旅人（2025年1月6日-10日）[40]
- イッセー尾形の週末父娘（2025年1月14日 - 3月18日、BS12  トゥエルビ）- 旅人（深川麻衣と）

### ドキュメンタリー
- 珠玉の感動ストーリー ありがとう（BS朝日、2014年4月9日 - ） - 語り
- BS1スペシャル「にっぽんディープ紀行　“昭和”を探して〜キャバレー、遊郭　その周辺〜」（2021年2月14日、NHK BS1） - 語り[41]
- BSフジサタデースペシャル『長谷川町子没後30年スペシャル「彩り」と「ことば」―時を超えて―』（2022年11月26日、BSフジ） - インタビュー出演[42][43]

### 音楽番組
- 夢・音楽館（NHK BShi） ※桃井かおりの代役

### その他
- BS1スペシャル「ワタシたちはガイジンじゃない! 日系ブラジル人 笑いと涙の30年」（2020年12月29日、NHK BS1 / 2021年2月11日、NHK総合） - 主演

### CM
一人芝居のスタイルを生かし、様々な役柄を演じながら多数のCMへ出演している。
- 宮崎本店「キンミヤ焼酎」
- サントリーフーズ「エード」
- パールライス[注 2]
- 金冠堂「キンカン」
- 昭和冷凍食品「ラビオリ」（1982年）
- 松下電器産業「マイコン松風」（1982年）
- カルビー「ポテトチップス」（1983年）
- 日本ポラロイド「サンカメラ」（1983年 - 1985年）
- マツダ「ボンゴ ブローニイ」（1983年 - 1984年）
- ポーラ化粧品（1984年）
- 森下仁丹「暮らしのデオドライザー」（1984年 - 1985年）
- 東京ガス
  - ガスファンヒーター（1985年 - 1988年）[44]
  - シャワー（1988年）
- リクルート「住宅情報東海版」（1985年）
- 森永乳業「エスキモー ミルウォーカー」（1986年 - 1987年）
- ヤマサ醤油「そうめん・ひやむぎ専科」（1986年）
- 東洋現像所→IMAGICA（1986年 - 1987年）- 社名変更告知CM。
- マルコメ「みそ」（1987年 - 1988年）
- 資生堂「薬用 不老林」（1988年）
- 国際デジタル通信「0061」（1988年 - 1989年）
- 日本電気「蛍光灯」（1988年 - 1989年）
- 味の素
  - コーンサラダ油（1989年 - 1992年）
  - 一番しぼり純正ごま油（1990年 - 1992年）
- 学生援護会「DODA」（1989年）
- 日本ビクター「VHSムービー」（1989年 - 1990年）
- セガ「ゲームギア」（1990年）-「白黒なの? つまんないね」「やっぱゲームはカラーじゃないとつまんない」の台詞が話題に。
- エッソ石油（1991年 - 1994年）- 「イッソじゃない、エッソだよ」の台詞が話題に。
- キリンビバレッジ「Jive」（1991年 - 1992年）
- 東海旅客鉄道「はやピタ電車」（1992年）
- サントリー「ローヤル」（1992年）
- トヨタ自動車「カローラ」（1993年 - 1994年）
- リョービ（1993年）
- 日立製作所（1994年 - 1995年）
- ACジャパン 「バレなきゃいい、が見えている」（1994年 - 1995年）
- 日本マクドナルド「ベーコンレタスバーガー」（1994年）
- ジャーディン ワインズ・アンド・スピリッツ「ホワイトホース8年」（1994年 - 1996年）
- 貯蓄広報中央委員会「貯蓄の日 夢のために生活設計」（1994年）
- 高橋書店「みんなの手帳」（1996年 - 1997年）
- 日本生命保険「げんきのもと」（1997年 - 1998年）
- 井村屋「肉まん・あんまん・ショコラまん」（1997年 - 2002年）
- 全日本トラック協会（1998年 - 1999年）
- サニクリーン（1998年 - 2004年）
- 小学館「大辞泉」（2000年 - 2001年）
- 片岡物産「モンカフェ」（2002年 - 2003年）
- ミツカン「クッキング追いがつお」（2003年）
- カタログハウス「通販生活」（2004年）
- ニビシ醤油（2005年 - 2007年）
- 武田薬品工業 「アリナミンA」（2006年 - 2007年）- 店頭での販促用DVDのみ。
- 日本デビットカード推進協議会「J-Debit」（2006年）
- ユニクロ「フリース」（2006年・2014年）
- 北海道新聞社「北海道新聞」（2007年）
- 東日本旅客鉄道
  - プラットフォーム安全キャンペーン（2007年）
  - 東京丸の内駅舎 保存・復原（2012年）- ナレーション
- トヨタホーム（2011年 - 2012年）
- 日本自動車連盟「JAF」（2012年 - 2015年）
- 健康保険組合連合会（2012年 - 2014年）
- 朝日新聞社「朝日新聞」（2014年）
- 静岡県「交通安全キャンペーン」（2016年 - 2018年）

## 音楽
レコード
- 「葛飾亀有三丁目交番番歌」（コロムビア、1983年5月21日）※「爆笑!!ドットスタジオ」挿入歌

「お尻のスタンプシリタンプ」（歌：平塚たかあき、森の木児童合唱団）との両A面シングル。
CDシングル
- 「日本のサラリーマン」（ポニーキャニオン、1994年）※エスエス製薬 エスカップC1000 CMイメージ・ソング

CD
- 『昭和コミックソング大行進~笑いのギフト・パック~』（コロムビア、2003年）

※「葛飾亀有三丁目交番番歌」を収録
CD-BOX
- 『(笑)タイム』（EMIミュージック・ジャパン）

※Disc-3に「葛飾亀有三丁目交番番歌」を収録

## 著書
- 『イッセー尾形の都市生活カタログ』森田雄三共著. 早川書房, 1991
- 『イッセー尾形の人生カタログ』朝日新聞社, 1991　のち文庫
- 『イッセー尾形の都市生活カタログ part 2』森田雄三共著. 早川書房, 1992
- 『お察しください』ネスコ, 1993
- 『いつでもやりたい』廣済堂出版, 1993
- 『イッセー尾形のナマ本』全4巻 森田雄三共著. 小学館文庫, 1994-98
- 『本人の希望』森田雄三共著. 早川書房, 1994
- 『イッセー尾形の遊泳生活』角川書店, 1995
- 『イッセー尾形のよその国 : I'm Japonicus,am I?』ニキ美和 写真撮影. 二玄社, 1995
- 『ヘイ、タクシー :イッセー尾形の都市生活カタログ』(ハヤカワ文庫 森田雄三共著. 早川書房, 1995
- 『イッセー尾形のここだけの話 イッセー尾形となかまたち (Aldo book : CD-ROM bundle)キッズコーポレーション, 1997
- 『イッセー尾形のそうと思えばとめられるとまらない生活』検見崎誠共著. クレイン, 1997
- 『いつか、スパゲティ』新潮社, 1999
- 『空の穴』徳間書店, 1999 文春文庫、2002
- 『とりあえずの愛』朝日新聞社, 2001
- 『月の砂』徳間書店, 2001
- 『正解ご無用』中央公論新社, 2003
- 『消える男』文藝春秋, 2006
- 『言い忘れてさようなら』徳間書店, 2009